# Сборная Англии по футболу (до 18 лет)
Сборная Англии по футболу до 18 лет (англ. England national under-18 football team) — национальная футбольная команда, представляющая Англию в международных турнирах и товарищеских матчах, за которую имеют право выступать игроки возрастом 18 лет и младше. Сборная контролируется Футбольной ассоциацией Англии. Главным тренером сборной является Том Кертис.

## Матчи 2017 года
| Дата          | Соперник          | Д / В / Н | Счёт | Авторы голов за сборную Англии (до 18) |
| ------------- | ----------------- | --------- | ---- | -------------------------------------- |
| 22 марта 2017 | Саудовская Аравия | Н         | 2:0  | Фини, 5', Нкетиа, 57'                  |
| 24 марта 2017 | Катар             | В         | 2:1  | Херст, Шасоу                           |
| 27 марта 2017 | Катар             | В         | 4:0  | Нкетиа, 14', 53', 63', Тэннер 87'      |

## Достижения
- Победитель Юниорского турнира ФИФА: 1948
- Победитель Юниорского турнира УЕФА (6): 1963, 1964, 1971, 1972, 1973, 1975
- Финалист Юниорского турнира УЕФА (3): 1958, 1965, 1967
- Победитель чемпионата Европы (до 18 лет) (2): 1980, 1993